# Astratex
ASTRATEX a.s. je český internetový prodejce dámského a pánského spodního prádla, plavek, oblečení a doplňků do domácnosti. Firma spadá do svěřenského fondu Andreje Babiše.

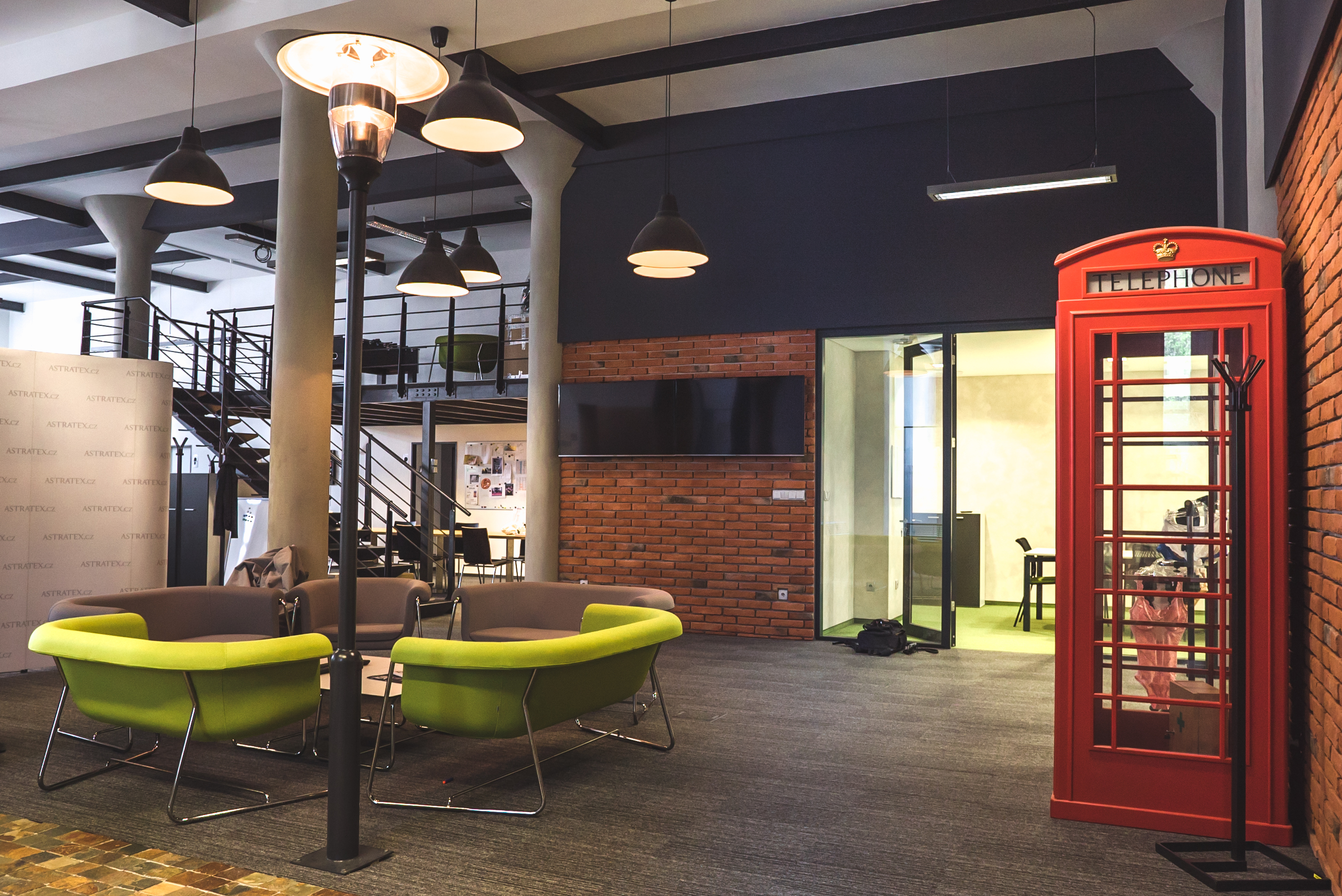
Kanceláře společnosti Astratex v Náchodě

## Historie
Astratex založil v roce 2000 Petr Vít v Červeném Kostelci nedaleko Náchoda a v počátcích ho tvořili 3 lidé. Obchod nejprve získával zákazníky papírovou inzercí, než se v roce 2005 přesunul na internet.
Na počátku roku 2016 Astratex započal spolupráci se soutěží Česká Miss 2016. Společnost pro finalistky vytvořila kolekci plavek, kterou soutěžící prezentovaly jak na soustředění v Thajsku, tak i během finálového večera. Ve stejném roce na podzim Astratex otevřel kamennou prodejnu v pražském obchodním domě Kotva a navázal spolupráci s Ivou Kubelkovou, která se stala hlavní aktérkou TV spotu.
V dubnu 2018 převzal po několikaměsíčním vyjednávání 51% podíl ve firmě investiční fond Hartenberg Capital, který spadá do svěřeneckého fondu Andreje Babiše. V čele společnosti od srpna 2019 stojí Miroslav Tesař.
Astratex na počátku roku 2020 působil vedle Česka i v dalších státech (např. Slovensko, Polsko, Slovinsko, Chorvatsko, Bulharsko, Řecko, Maďarsko, Rumunsko). Nejsilnějším trhem s 58% podílem na tržbách bylo domovské Česko. Astratex v budoucnu plánuje svou působnost v rámci Evropy dále rozšiřovat, a to směrem na západ.